# Stephen Kasprzyk
Stephen Kasprzyk (ur. 14 lutego 1982 w Cinnaminson) – amerykański wioślarz pochodzenia polskiego.

## Osiągnięcia
- Mistrzostwa świata – Monachium 2007 – dwójka ze sternikiem – 7. miejsce
- Mistrzostwa świata – Poznań 2009 – ósemka – 9. miejsce
- Mistrzostwa świata – Chungju 2013 – ósemka – 3. miejsce